# Karang Berombak
Karang Berombak is een bestuurslaag in het regentschap Medan van de provincie Noord-Sumatra, Indonesië. Karang Berombak telt 20.075 inwoners (volkstelling 2010).